# Orimarga concinna
Orimarga concinna är en tvåvingeart som först beskrevs av Samuel Wendell Williston  1896.  Orimarga concinna ingår i släktet Orimarga och familjen småharkrankar. Inga underarter finns listade i Catalogue of Life.